# Viện Pháp tại Hà Nội
Viện Pháp tại Hà Nội (tiếng Pháp: Institut Français de Hanoï) là một bộ phận trực thuộc Đại sứ quán Pháp tại Việt Nam, do Bộ Ngoại giao và Phát triển Quốc tế Pháp làm chủ quản.
Dưới sự điều hành của Tham tán Văn hóa và Hợp tác kiêm Giám đốc Viện Pháp tại Việt Nam, cùng với Bộ phận Hợp tác và Hoạt động Văn hóa của Đại sứ quán Pháp, Viện Pháp tại Việt Nam phát triển các hoạt động hợp tác song phương trong các lĩnh vực sau :
- Hợp tác đại học và nghiên cứu (bao gồm cả y tế)
- Thúc đẩy, quảng bá văn hóa và ngôn ngữ Pháp
- Giáo dục và đào tạo
- Hợp tác pháp lý
- Hỗ trợ hợp tác phi chính phủ của Pháp tại Việt Nam (chính quyền địa phương, các tổ chức ONG)

Viện Pháp tại Việt Nam là một cơ sở mà nguồn ngân sách được tài trợ phần lớn bởi Bộ Ngoại giao và Phát triển Quốc tế Pháp.
Nhiệm vụ của Viện Pháp tại Việt Nam là góp phần mang ảnh hưởng của nước Pháp tới Việt Nam trong các lĩnh vực được nêu trên đây.
Giá trị và sứ mệnh của Viện Pháp là nhằm tăng cường mối quan hệ giữa Pháp và Việt Nam, đồng thời hỗ trợ các dự án của Việt Nam trong những lĩnh vực thế mạnh của Pháp.
Viện Pháp tại Việt Nam gồm khoảng một trăm nhân viên người Việt và người Pháp.
Trụ sở của Viện Pháp tại Việt Nam được đặt tại Hà Nội (ở hai địa điểm : Đại sứ quán Pháp và Viện Pháp tại Hà Nội), Huế, Đà Nẵng và Thành phố Hồ Chí Minh (nơi chúng tôi làm việc với Viện Trao đổi văn hóa ngôn ngữ với Pháp – IDECAF).
Viện Pháp tại Hà Nội ban đầu có tên Trung tâm Văn hóa Pháp tại Hà Nội, được khai trương vào ngày 7 tháng 10 năm 2004 với sự có mặt của Tổng thống Pháp Jacques Chirac. Viện có địa chỉ tại 24 Tràng Tiền, được xây từ trụ sở của Hội hữu nghị và hợp tác Việt Nam – Pháp (AACVF), trước đó là xưởng in của báo Nhân dân. Từ năm 2011, chính phủ Pháp thành lập hệ thống Viện Pháp (Institut français) trên toàn thế giới, và Trung tâm Văn hóa Pháp tại Hà Nội trở thành cơ quan trực thuộc Bộ ngoại giao Pháp và Bộ Văn hóa Pháp. Viện được đổi tên chính thức thành Viện Pháp tại Hà Nội vào năm 2015. Từ tháng 5/2022, Viện Pháp tại Hà Nội chuyển sang địa điểm mới tại: 15 Thiền Quang, Hai Bà Trưng, Hà Nội (Trung tâm dạy tiếng Pháp và thư viện đa phương tiện) và 8 Thiền Quang, Hai Bà Trưng, Hà Nội (bộ phận Campus France).

## Các hoạt động

### Đào tạo và khảo thí tiếng Pháp
Trung tâm cung cấp các khoá học tiếng Pháp cho các đối tượng thiếu nhi, thiếu niên và người lớn, với các lớp tổng quát từ cơ bản đến nâng cao, các lớp luyện thi chứng chỉ, cũng như các lớp theo yêu cầu.
Các kì thi tiếng Pháp được tổ chức tại trung tâm:
- DELF và DALF
- DFP juridique B2 (Chứng chỉ tiếng Pháp chuyên ngành Pháp lý B2)

### Chương trình văn hoá
Tại Viện Pháp tại Hà Nội thường xuyên diễn ra các hoạt động văn hoá như trình diễn nghệ thuật, chiếu phim, hội thảo và các lễ hội.
- Điện ảnh

Hàng tuần, vào lúc 20 giờ tối thứ sáu, trung tâm trình chiếu một bộ phim Pháp hoặc Việt Nam có kèm phụ đề.
- Trình diễn nghệ thuật

Nghệ thuật biểu diễn bao gồm các buổi trình diễn âm nhạc: rock, jazz, nhạc đương đại, nhạc điện tử, diễn kịch,... Ngoài ra còn có nghệ thuật thị giác, gồm những chuỗi triển lãm các tác phẩm nghệ thuật của các nghệ sĩ Việt, Pháp và quốc tế.
- Các sự kiện văn hóa

Trung tâm còn tổ chức các buổi hội thảo chuyên đề thuộc các lĩnh vực văn hoá, văn học, giáo dục,... Các ngày hội lớn của Cộng đồng Pháp ngữ cũng thường xuyên được tổ chức tại đây.

### Thư viện
Thư viện của trung tâm phục vụ việc tìm kiếm tài liệu, nghiên cứu, học tập của bạn đọc tại Hà Nội cũng như các tỉnh lân cận. Thư viện có trên 27.000 tài liệu để bạn đọc có thể tra cứu tại chỗ hoặc mượn về, với các đầu sách được sắp xếp theo các lĩnh vực khoa học kĩ thuật, xã hội, ngôn ngữ, nghệ thuật, tạp chí,... Các loại tài liệu nghe nhìn như băng đĩa, DVD cùng với các thiết bị hỗ trợ như máy vi tính, đầu đọc đĩa đều được trang bị đầy đủ.

### Tư vấn du học Pháp
Campus France (Văn phòng phụ trách du học của Đại sứ quán Pháp tại Việt Nam) có nhiệm vụ:
- tư vấn và thông tin chi tiết về các loại hình đào tạo và cơ sở đào tạo tại Pháp
- định hướng và hỗ trợ sinh viên xây dựng kế hoạch du học tại Pháp
- hỗ trợ sinh viên trong suốt quá trình làm hồ sơ; kiểm tra các tài liệu liên quan